# Mastaba Z500

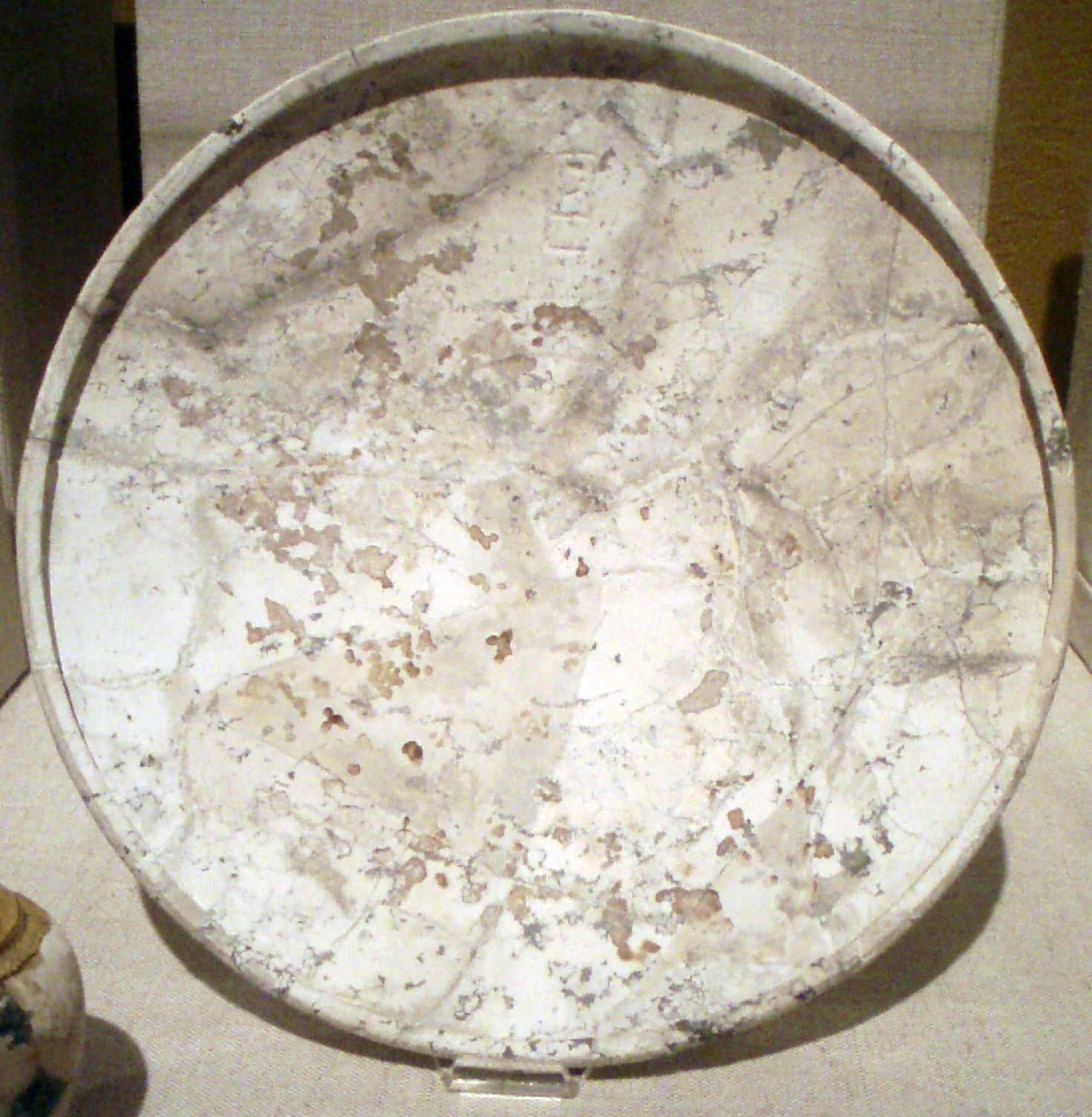
Dolomitová mísa se serechem krále Chaby

Mastaba Z500 je starověká egyptská hrobka (mastaba) z období 3. dynastie. Nachází se v pohřebišti Záwíjit el-Arján. Není jisté, kdo byl v mastabě pohřben. Aidan Dodson a Mark Lehner ji připisují panovníkovi 3. dynastie Chabovi. Tato hypotéza vznikla na základě kamenných mís s Chabovým serechem, které zde byly nalezeny.
Mastaba má severo-jižní orientaci. Uvnitř této stavby byly nalezeny dekorace, typické pro hrobky vysokých hodnostářů 3. dynastie. Hrobka se nachází přibližně 200 kilometrů od Vrstvené pyramidy a Nabil Svelim ji považuje za nedokončený zádušní chrám Vrstvené pyramidy.